# Carex persalina
Carex persalina är en halvgräsart som beskrevs av Ernest Lepage. Carex persalina ingår i släktet starrar, och familjen halvgräs. Inga underarter finns listade i Catalogue of Life.